# Новогеоргиевский (Сурьянинское сельское поселение)
Новогеоргиевский — посёлок в составе Сурьянинского сельского поселения Болховского района Орловской области. Население 11 человек (2010), 17 человек (к 2018 г.).

## География
Посёлок расположен в центральной части Среднерусской возвышенности в лесостепной зоне, на севере Орловской области, в пригороде города Болхова, у р. Нугрь.
Географическое положение
в 8 км. — административный центр поселения деревня Сурьянино, в 3 км. — административный центр района город Болхов
Климат
близок к умеренно-холодному, количество осадков является значительным, с осадками в засушливый месяц. Среднегодовая норма осадков — 627 мм. Среднегодовая температура воздуха в Болховском районе — 5,1 °C.

## Население
| 2010 |
| ---- |
| 11   |

Возрастной состав
По данным администрации Сурьянинского сельского поселения, опубликованным в 2017—2018 гг., в посёлке в 9 дворах проживают 17 жителей, до 7 лет — 1 чел., от 7 до 18 лет −2 чел, от 18 до 30 лет — 2 чел., от 30 до 50 лет — 5 чел., от 50 до 60 лет — 1 чел., старше 60 лет — 6 чел.
Национальный состав
Согласно результатам переписи 2002 года, в национальной структуре населения
русские составляли 100 % от общей численности населения в 16 жителей

## Инфраструктура
Развито сельское хозяйство.

## Транспорт
Просёлочные дороги.